# Манастир Соко
Манастир Соко се налази подно Соко Града, на обронцима Соколских планина у близини Љубовије. Припада Епархији шабачкој Српске православне цркве.`
Манастир је посвећен Светом Николају Мирликијском, као и светом владики Николају Велимировићу и сваког лета је средиште међународне манифестације „Моба” која окупља младе људе из света који потичу са ових простора.
Манастир је подигао епископ шабачко-ваљевски Лаврентије и посвећен је светом владици Николају лелићком и жичком.
Источно од манастирске цркве, налази се гроб ктитора манастира епископа Лаврентија.

## Манастирска црква
Манастирска црква у чијем олтару се чува део моштију Св. владике Николаја, је саграђена 1994. године и припада позном моравском стилу. Дрворезбарени иконостас је рађен у барокном стилу и позлаћен 24-каратним златом, док је иконе у византијском стилу живописала и манастиру поклонила сестра Крстана Тасић, познати иконописац.
Сам манастир располаже конаком са пространом трпезаријом, музејом и радионицом за монаштво. „Дом епископа Николаја” се налази уз сам манастир. Располаже са библиотеком, трпезаријом, 32 спаваће собе и другим корисним просторијама. "Дом патријарха Павла" опремљен је смештајним капацитетима, савременом библиотечком грађом и има велику мултимедијалну салу за семинаре и предавања.

## Крст и „Пут вере”
Манастир Св. Николај је подигнут на платоу испод Соко града или „Невесте султанове”, најомраженијег турског утврђења, чији су остаци и данас видљиви на једној стени Соколске планине. На истој стени налази се и позлаћени крст, висок 12 м и тежак 2280 кг. Крст је постављен 24. марта 2000. године, као споменик недужним жртвама НАТО бомбардовања 1999. године, а дар је Немца Хорста Вробела.
Пут, у дужини од 2 km, који од манастира води до крста назван је „Пут вере“. На путу од манастира до крста подигнуто је 10 капела од камена пригодно осликаних. У свакој од њих је исписана по једна Божија заповест. У близини манастира налази се извор лековите воде. У манастиру постоји и капела Светог оца Николаја Мирликијског.
Споменик епископу Николају, висок 3 метра рад је Даринке Радовановић, скулптора из Београда, а поклон Бранка Тупањца, Србина из Чикага.
У манастиру је монахиња Јована, рођена као Сибила Лер, унука Александра Лера.

## Црква Сабора Српских Светитеља
Шабачки привредници Радослав Веселиновић, оснивач и председник Компаније "Галеб" и др Милош Ранковић, власник Поликлинике "НЕСТ" са супругама Весном и др Зором, саградили су 2019. године Цркву Сабора Српских Светитеља. Изграђена је у охридском стилу, а као узор послужила је Црква Светог Јована Богослова на Охридском језеру. Цркву је иконописао Владимир Спасојевић. Име цркве је привремено. По канонизацији блаженопочившег патријарха српског Павла, ово ће бити прва црква која ће носити његово име. 
- Датотека:Црква_Сабора_Српских_Светитеља.jpg
- Датотека:Црква_Сабора_Српских_Светитеља_(лето_2021.).jpg
- Датотека:Панорама_Соко_Град.jpg

## Галерија
- Дом патријарха Павла
- Простор са конаком и манастирском црквом
- Стена са крстом на месту постојања Соко града
- Крст на стени изнад манастира и капелица са 10. божијом заповешћу
- Нова црква Сабора Српских Светитеља у изградњи
- Дом Светог Владике Николаја са терасом
- Споменик Николају Велимировићу
- Унутрашњост манастирске цркве
- Манастирски конак